# حبیب‌آباد (نطنز)
حبیب‌آباد (نطنز)، روستایی از توابع بخش امام زاده شهرستان نطنز در استان اصفهان ایران است.

## جمعیت
این روستا در دهستان امامزاده آقاعلی عباس قرار دارد و براساس سرشماری مرکز آمار ایران در سال ۱۳۸۵، جمعیت آن ۲۳ نفر (۶خانوار) بوده‌است.